# Proces 3-α

Schemat procesu 3-alfa

Potrójny proces α – proces syntezy termojądrowej, w którym z trzech jąder helu 4He powstaje jedno jądro węgla 12C. Proces zachodzi w temperaturze większej od 108 K i gęstości plazmy większej od (104–105) g·cm−3.
Proces zachodzi spokojnie w jądrze helowym gwiazd o dużej masie, a w gwiazdach o małej masie gwałtownie podczas tzw. błysku helowego.
Proces składa się z dwóch reakcji. W pierwszej z nich dwa jądra helu łączą się w jądro berylu:
4He + 4He + 91,8 keV → 8*Be
jest to reakcja endotermiczna, podczas której powstaje nietrwałe jądro berylu, może ona zajść tylko wtedy, gdy względna energia kinetyczna zderzających się cząstek α jest większa od 91,8 keV, ponieważ o tyle energia wiązania jądra berylu jest mniejsza od sumy energii wiązania dwóch jąder 4He.
Powstające jądro berylu jest nietrwałe i połowa jąder rozpada się w czasie t ≈ 10−16 s, w wyniku czego ustala się równowaga termodynamiczna między stężeniami helu i berylu, zależna od ciśnienia i temperatury. Stężenie berylu silnie wzrasta wraz ze wzrostem temperatury i gęstości.
Gdy jądro berylu zderzy się z jądrem helu zachodzi kolejna reakcja, rezonansowa:
8*Be + 4He + 0,287 MeV → 12*C
w wyniku czego powstaje jądro węgla wzbudzone do drugiego poziomu energetycznego. Energia potrzebna do zajścia tej reakcji jest energią kinetyczną zderzających się cząstek. Ze względu na bardzo krótki czas połowicznego rozpadu jąder berylu, prawdopodobieństwo zajścia tej reakcji jest bardzo małe i prawie wszystkie jądra berylu rozpadają się na dwie cząstki α. Stosunek prawdopodobieństwa jej zajścia do prawdopodobieństwa rozpadu wynosi w przybliżeniu 10−23.
Ponieważ reakcja wychwytu cząstki α przez beryl jest endotermiczna, to reakcja do niej odwrotna, czyli rozpad węgla na beryl i cząstkę α jest bardziej prawdopodobna od przejścia wzbudzonego węgla do stanu podstawowego. Tak też się dzieje, a tylko niewielka liczba jąder 12*C przechodzi do stanu podstawowego emitując dwa fotony:
12*C → 12C + 2γ + 7,654 MeV
Całość sumarycznie zapisuje się:
3 4He → 12C + 2γ
a energia wyemitowana w całym procesie równa jest: 7,654 MeV – 0,287 MeV – 0,0918 MeV = 7,2752 MeV.
Najprawdopodobniej cały istniejący we Wszechświecie węgiel powstał w potrójnym procesie α.
Z powodu małego prawdopodobieństwa tego procesu, do powstania węgla nie doszło podczas Wielkiego Wybuchu, lecz dopiero we wnętrzach gwiazd. Istnienie powyższego rezonansu energetycznego przewidział Fred Hoyle. Tempo zachodzenia reakcji wyznaczone przez Williama Fowlera pozwoliło połączyć fizykę jądrową z teorią ewolucji gwiazd.